# Eumerus auratus
Eumerus auratus är en tvåvingeart som först beskrevs av Walker 1856.  Eumerus auratus ingår i släktet månblomflugor, och familjen blomflugor. Inga underarter finns listade i Catalogue of Life.